# Региональная наука
Региональная наука, или регионалистика (англ. regional science) — наука о регионах. Изучает пространственные измерения социальных, экономических, политических и поведенческих явлений. В качестве регионов рассматриваются пространственные ареалы. Региональная наука представляет собой поле социальных наук, связанных с аналитическими подходами к изучению городских, сельских или региональных проблем.

## История
Основателем региональной науки (регионалистики)  является американский экономист и географ Уолтер Айзард, который в своем фундаментальном труде наметил трансформацию региональной экономики в регионалистику за счет расширения базисных факторов, не только экономических, но и политических, социальных и экологических. Первым шагом на этом пути стала разработка эколого-экономического подхода к региональным исследованиям. Работы Айзарда и его сторонников являются попыткой начать "объективный" и "научный" анализ поселения, размещения промышленных предприятий и городской застройки.
С 1954 года начинает действовать Международная ассоциация региональной науки со штаб-квартирой в Лидсе (Великобритания).

## Объекты и субъекты исследования
Уолтер Айзард представил новую методологию географического исследования, основанную на математическом моделировании размещения населения, промышленности, формирования сбытовых зон и транспортных сетей. Целью географии - анализ территориального распространения социально-экономических явлений для выявления законов их развития. Особое внимание уделяет изучению регионализации международных отношений под воздействием факторов глобализации.
Темы региональной науки включают, но не ограничиваются месте или теории пространственной экономики, моделирования расположение, транспорт, анализ миграции, землепользования и городского развития, межотраслевого анализа, экологического анализа, управления ресурсами, городского и регионального анализа политики, систем географической информации и пространственного анализа данных. В самом широком смысле, любая социальная наука анализа, которая имеет пространственное измерение- это региональная наука.
Региональная наука предлагает правительственным органам руководящие указания по следующим вопросам:
- промышленная локация (как в пределах страны и региона);
- региональное экономическое воздействие от прибытия или убытия фирм;
- структура и изменения в землепользовании;
- региональная специализация и обмен;
- экологические последствия социально-экономических изменений;
- географические ассоциации экономических и социальных условий.

Уолтер Айзард предлагает новую логику систематизации методов и теорий региональной науки, отмечает продуктивность физических и химических моделей и аналогий, считая, что существует много общих черт между физикой и химией, с одной стороны, и региональной наукой – с другой. Так, он подчеркивает, что «сегодня гравитационная модель и модель гравитационного типа широко применяются в экономике, географии, городском и региональном планировании и, конечно, в региональной науке. Эти модели используются для уяснения понимания торговли между регионами и государствами, миграций, трудовых поездок, лечебных поездок, поездок за покупками, путешествий в целях отдыха и других видов потоков в рамках урбанизированных территорий и систем регионов... Химические процессы, в том числе полимеризация, также дают повод для плодотворного поиска параллелей с ними в региональной науке... »